# Heiko Balz
Heiko Balz, född den 17 september 1969 i Burg bei Magdeburg, Tyskland, är en tysk brottare som tog OS-silver i tungviktsbrottning i fristilsklassen 1992 i Barcelona.